# 顏行書
顏行書（1976年9月8日—）為臺灣籃球教練、前運動員，也是演藝團體「183Club」成員之一。因演出电视偶像剧《MVP情人》名气提升。2008年退出183Club後，只偶爾接接演藝圈工作，並已重回籃球圈，高掛球鞋後，經常擔任電視轉播賽評，曾任富邦勇士和桃園璞園建築總教練，現任台灣職業籃球大聯盟桃園台啤永豐雲豹營運長。

## 籃球生涯
顏行書自就讀臺北縣網溪國小時起接觸籃球運動，在就讀籃球名校南山高中期間於籃壇嶄露頭角，高中畢業後升學就讀輔仁大學，並於1995年起為中華職籃（CBA）泰瑞戰神」網羅，成為職業球員。
中華職籃時期（自1995年至1998年），顏行書受到同隊資深後衛球員兼教練李志強的指導，並憑其對於球賽進攻掌握的敏銳意識，以及不懈的拚鬥精神，在控球後衛的位置上迅速竄起，成為當時台灣男子籃壇除了1960年代出生的李雲光、周俊三以外，最為傑出的後衛，並於職籃四年（1997至1998年球季）贏得賽季「助攻王」頭銜。職籃時期，顏行書被台灣籃壇寄予厚望，其靈巧俐落的球風亦吸引眾多球迷，並贏得「籃球精靈」的美譽。
由於在球場上優異的表現，顏行書曾入選為台灣參加亞洲青年男籃錦標賽代表隊選手，並自1997年東亞運男子籃球項目起，迄於2003年亞錦賽，連續多次獲選為中華職籃男子籃球代表隊選手。在七年的（成人）國手經歷當中，顏行書曾助隊贏得1997年東亞運男籃金牌、2001年東亞運男籃銀牌、2002年第24屆瓊斯盃男子組第一名，以及1999年亞錦賽第四名、1998年亞運男籃項目第五名等。個人最高成就，為2003年亞錦賽大會「助攻王」。
中華職籃於1999年因經營不善終止營運之際，顏行書已入伍服義務兵役並代表國軍培訓隊出賽甲組籃球聯賽。
顏行書退伍前後，隨國軍培訓隊及原屬球隊中廣戰神參加甲組聯賽及各種短期盃賽，陸續贏得甲組聯賽男子組「最佳五人」，2000年第6屆總統盃男子組「助攻王」、「最佳五人」，2002年甲組聯賽「助攻王」、「人氣王」等榮譽。然而此一時期的顏行書，已開始受到膝蓋部位運動傷害的困擾。
顏行書於2003年隨原球隊參加新成立的半職業籃球聯盟超級籃球聯賽（SBL），打完第一個球季（2003到2004年球季）的比賽後，因膝傷復原情形不理想，以及難以兼顧籃球及演藝事業等考量，決定結束球員生涯。
2005年4月21日，當時身為「183 Club」的團長顏行書曾告訴其他團員，為了塑造高格調的形象，不准講台語。
2007年，顏行書復出球場，加入中國男子籃球職業聯賽云南奔牛，出任球隊主力控衛。他於2008年1月起加入台灣啤酒，重返SBL，同年擔任台灣啤酒控衛並打進總冠軍賽。
退休後，本來要在CBA擔任教練，但後來顏行書拒絕了，在上海大鯊魚隊他感受到自己的不足，決定暫時不接任任何教練職務。一直到2011年赴夏威夷前，只有擔當U18亞青和U19世青男籃的助理教練。於2011年9月時加入楊百翰大學夏威夷分校擔任教練。原本顏行書計畫待在NCAA兩年，但2012年返國接任U18亞青總教練，為近年首位非HBL教練的亞青總教練。2013年擔任國體執行教練，在國體延續璞園青年隊的陣容，同時也找回陳冠全和楊興治。
2015年，富邦總教練定案 顏行書接任Otis Hughley。他將再次與前中華隊隊友，時任副領隊的陳建州合作。
2018年5月3日莊敬高職，今年展現球隊挑戰甲組的決心，找來昔日「籃球精靈」顏行書執教，希望能在最快的時間，幫助球隊在甲組打出成績，2022年7月31日決定卸任莊敬高職教練，將整個心力放到輔仁大學籃球隊。
2023年7月5日，T1聯盟台啤雲豹宣佈顏行書出任球隊營運長。2024年5月16日，顏行書獲選2023–24年賽季年度最佳經理人。

### 參賽紀錄
- 1995年 馬尼拉 第十三屆亞洲青年籃球賽
- 1995-1996年 中華職籃二年 例行賽第三名
- 1996年 上海 第二屆廿二歲級亞洲青年籃球賽
- 1996-1997年 中華職籃三年 例行賽第四名
- 1997年 釜山 第二屆東亞運男籃項目 金牌（中華台北代表隊歷來最佳成績）
- 1997-1998年 中華職籃四年 例行賽第二名，總決賽落敗
- 1998年 曼谷 第十三屆亞運會男籃項目 第五名（中華台北代表隊歷來最佳成績）
- 1999年 福岡 第廿屆亞洲籃球錦標賽 第四名
- 1999年 第廿二屆瓊斯盃 第二名
- 2001年 第廿一屆 亞洲籃球錦標賽 第七名
- 2001年 大阪 第三屆東亞運男籃項目 因澳洲代表隊僅參賽不敘獎，以第三位成績獲得銀牌
- 2001年 第廿四屆瓊斯盃 第一名（中華台北代表隊歷來最佳成績）
- 2003年 哈爾濱 第廿二屆亞洲籃球錦標賽 第十一名（中華台北代表隊歷來最差成績）
- 2003-2004年 加入中廣籃球隊參加超級籃球聯賽，例行賽第四名
- 2007年 海峽盃籃球賽 代表台灣啤酒隊出賽
- 2007年 加盟中国男子篮球职业联赛云南紅河奔牛隊
- 2008年 以台灣啤酒籃球隊選手身份出賽，贏得超級籃球聯賽冠軍
- 2009年 加入CBA上海大鲨鱼，最终获得联赛第四名

### 個人獲獎紀錄
- 台灣高中籃球聯賽 明星球員
- 1997年 台灣第一屆總統盃 最佳新人獎
- 1997年 中華職籃三年 最佳進步獎
- 1998年 中華職籃四年 年度最佳五人
- 1998年 中華職籃四年 年度防守第一隊
- 1998年 中華職籃四年 助攻王
- 2000年 台灣第六屆總統盃 助攻王
- 2000年 台灣第六屆總統盃 男子最佳五人
- 2001年 台灣甲組聯賽 男子組最佳五人
- 2002年 台灣甲組聯賽 助攻王
- 2002年 台灣甲組聯賽 人氣王
- 2003年 哈爾濱 亞洲籃球錦標賽 助攻王

### 教練生涯紀錄
- 2010年 U18亞洲青年男子籃球賽中華隊助理教練 第三名（獲得世界青年男子籃球賽資格）
- 2011年 U19世界青年男子籃球賽中華隊助理教練
- 2011年–2012年 NCAA第二級楊百翰大學夏威夷分校助理教練
- 2012年 U18亞洲青年男子籃球賽中華隊總教練
- 2013年–2015年 UBA國立體育大學籃球隊執行教練
- 2014年–2015年 SBL璞園建築籃球隊助理教練
- 2015年-2017年 SBL富邦勇士籃球隊總教練
- 2017年–2018年 SBL富邦勇士籃球隊顧問
- 2018年–今 UBA輔仁大學助理教練
- 2019年–2022年 HBL莊敬高職總教練
- 2020年–2021年 SBL桃園璞園建築籃球隊總教練
- 2021年–2022年 P. LEAGUE+桃園領航猿助理教練

## SBL執教成績
| 年度    | 球隊     | 出賽 | 勝場 | 敗場 | 勝率 | 備註                   |
| ------- | -------- | ---- | ---- | ---- | ---- | ---------------------- |
| 2015-16 | 富邦勇士 | 30   | 13   | 17   | .433 | 準決賽2：4 敗 璞園建築 |
| 2016-17 | 富邦勇士 | 30   | 17   | 13   | .567 | 第一輪1：3 敗 璞園建築 |
| 2020-21 | 桃園璞園 | 40   | 14   | 26   | .350 | 未進入季後賽           |
| 生涯    | 3年      | 100  | 44   | 56   | .440 |                        |

- 粗體黑字為該年度聯盟最高，紅字為超級籃球聯賽紀錄

## P. LEAGUE+執教成績
| 年度    | 球隊       | 出賽 | 勝場 | 敗場 | 勝率 | 備註                        |
| ------- | ---------- | ---- | ---- | ---- | ---- | --------------------------- |
| 2021-22 | 桃園領航猿 | 13   | 2    | 11   | .154 | 季中接任鄭志龍 未進入季後賽 |
| 生涯    | 1年        | 13   | 2    | 11   | .154 |                             |

## 演藝生涯
顏行書自2002年參加電視劇《MVP情人》演出起展開演藝生涯。2004年結束球員生涯後，專職演藝事業，從事電視廣告、電視劇演出、節目主持等工作，同時為台灣演藝團體「183Club」成員之一。

### 圖文出版
- 2003 《顏行一誌》　　　(ISBN 9789578034167)
- 2004 《行書的上下左右》(ISBN 9789571029504)

### 電視節目主持
- 2004 台視《嘻哈劈頭４》(節目主持人)
- 2004 華視《鬥陣聚樂部》(節目主持人)
- 2005~2007 三立都會台《台灣全記錄》(節目主持人)
- 三立都會台《完全娛樂》(不定時代班)
- 2007 ESPN第四季SBL球評.
- 2010~2011三立都會台《台灣全記錄》(代班主持)

### 電視劇演出
- 2002 華視 / 三立都會台《MVP情人》（飾 段臣風）
- 2004 華視 / 三立都會台《雪天使》 （飾 齊行風）
- 2004 新傳媒8頻道《任我遨遊》（飾 吳振康）
- 2005 台視 / 三立都會台《王子變青蛙》（客串 謝全）
- 2006 中視《星蘋果樂園》（飾 陸天浩）
- 2020 myVideo《違反校規的跳投》（飾 威力教練）

### 流行歌唱
- 2004 《雪天使》電視原聲帶
- 2004 《天國的嫁衣》電視原聲帶
- 2005 《王子變青蛙》電視原聲帶
- 2005 愛的奇跡—喬傑立巨星最紅偶像劇精選
- 2006 愛的奇跡２－跳舞吧jstar
- 2006 《愛情魔髮師》電視原聲帶
- 2006  183Club 首張專輯
- 2007：愛的奇蹟 3 - 搖滾萬歲

## 爭議
2015年8月30日因「中華台北」台灣正名運動的「台灣就是台灣」布條進入球場，顏抱怨「聖地淪陷」引發風波。